# Steven Dewick
Steven Dewick, né le 2 février 1976 à Sydney, est un nageur australien.

## Carrière
Steven Dewick participe aux Jeux olympiques d'été de 1996 à Atlanta et remporte la médaille de bronze dans l'épreuve du 4 × 100 m 4 nages.